# 霧吹き

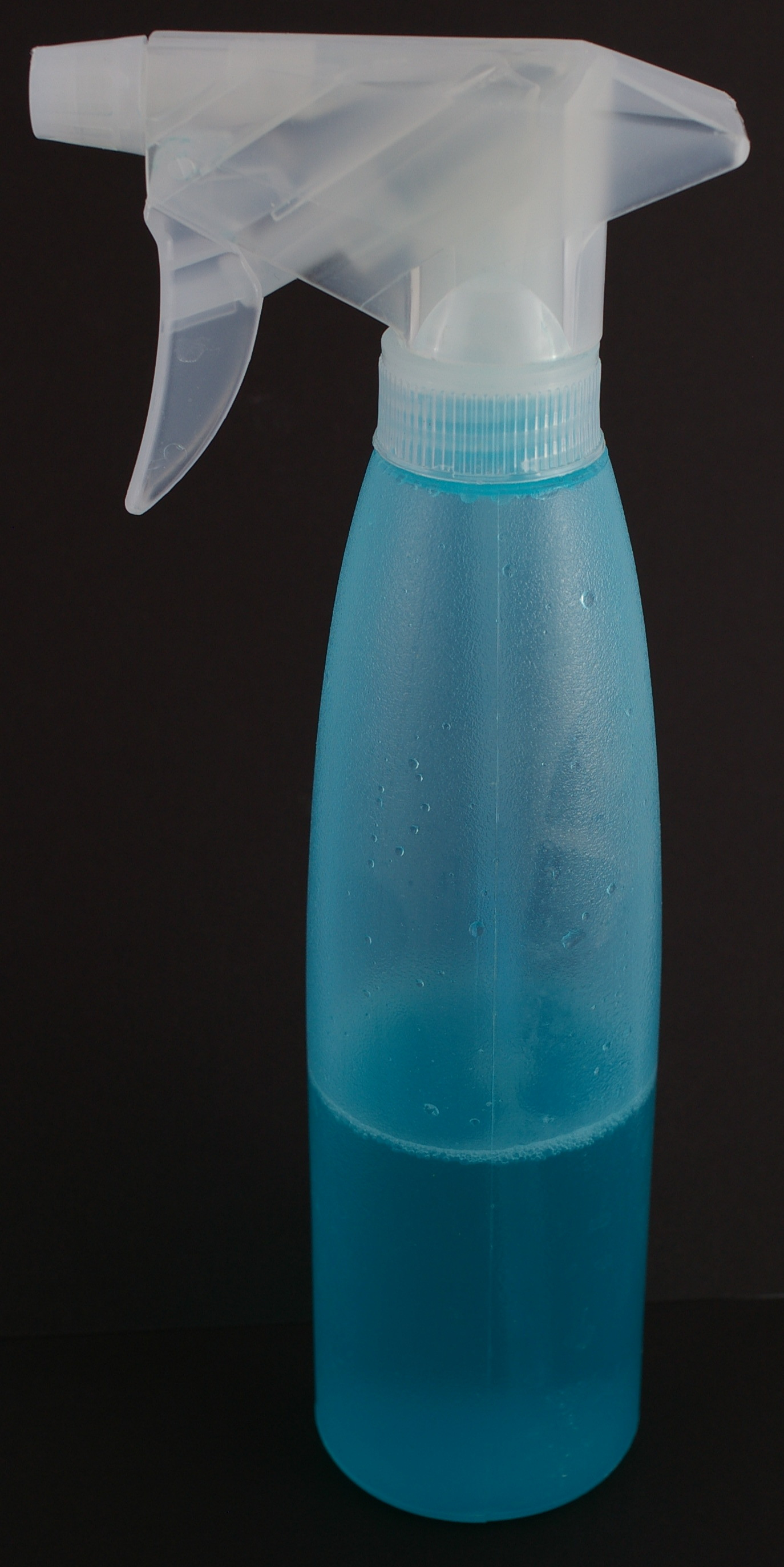
トリガー式の霧吹き

霧吹き（きりふき）は、水などの液体を細かい粒子にして噴射するための器具、またはその作業のこと。スプレーの一種。

## 概要
単に「霧吹き」と言った場合は手動式で小型のものを指すことが多い。家庭内では家事用として、アイロン掛けや植物の水やり、料理などに使われる。香水などに使われるものは「アトマイザー」とも呼ばれる。農薬散布などに使用される大容量のものや動力を要するものは「散布機」「噴霧機」と呼ばれる。

## 原理

### ベンチュリ効果によるもの

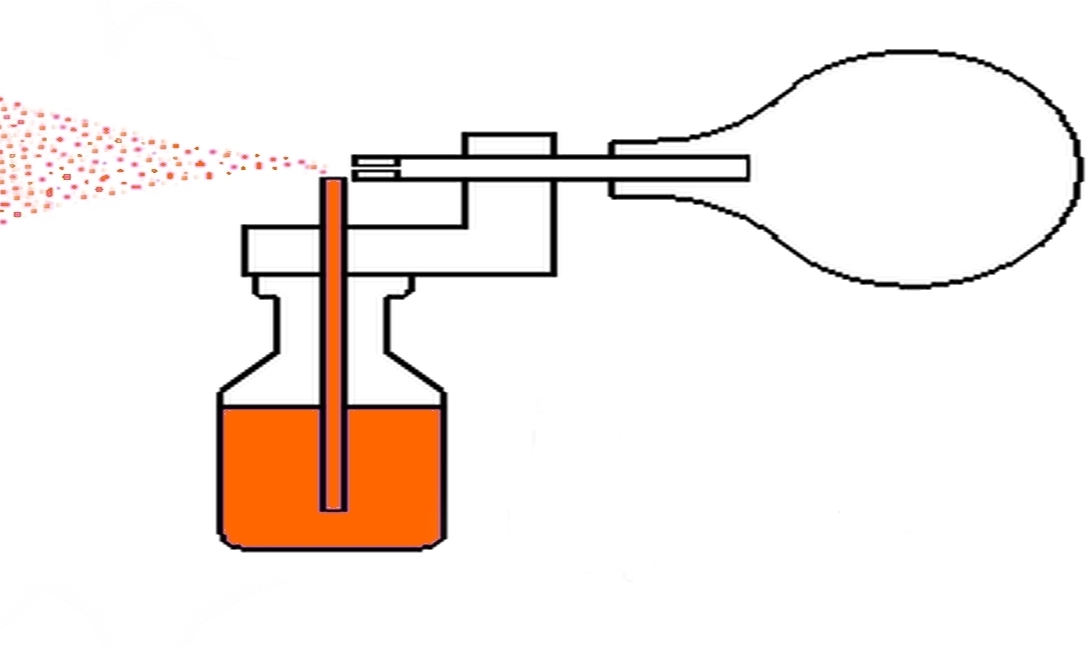
ベンチュリ効果による霧吹きの概要図

容器に入れた液体に細い管を立て、その上部に高速で空気を吹き付ける。するとベンチュリ効果により負圧が発生し、管から液体が吸い上げられる。吸い上げられた液体はその空気によって霧状に噴射される。
口で吹く形の霧吹きやエアブラシ、エンジンなどに用いられるキャブレターがこの原理を用いている。

### スプレーノズルによるもの
ごく小さな開口部を持つノズルに液体を決まった流量および圧力で送り込み霧状に噴射させるもの。構造は水鉄砲と同様で、ピストンやポンプ、圧縮空気などで液体を加圧して管で直接ノズルに送り込む。
一般に市販されているトリガー式・ボタン式の霧吹き、エンジンなどに用いられるインジェクターがこの原理を用いている。